# پاور گرل
پاور گرل (به انگلیسی: Power Girl) با نام اصلی کِرا زُور-اِل، یک شخصیت خیالی ابرقهرمان در کتاب‌های کامیک آمریکایی منتشر شده توسط دی‌سی کامیکس است که برای اولین بار در شمارهٔ ۵۸ مجموعه «کمیک‌های آل استار» (ژانویه/فوریه ۱۹۷۶)، حضور پیدا کرد. او دختر عموی شخصیت ابرقهرمان و پرچمدار دی‌سی کامیکس، یعنی سوپرمن به‌شمار می‌رود، اما از جهانی موازی در فرضیه چندجهانی خیالی که داستان‌های دی‌سی کامیکس در آن روایت می‌شود. با گذشت بیش از چند دهه، پاور گرل به عنوان یکی از اعضای تیم‌های ابرقهرمانانه مختلفی همچون سازمان عدالت آمریکا، اینفینیتی، لیگ عدالت اروپا و پرندگان شکاری به تصویر کشیده شده‌است.

## توانایی‌ها و قدرت‌ها
او در ابتدا دارای قدرت‌هایی مشابه با شخصیت‌هایی مانند سوپرمن بود که شامل: قدرت و سرعت ابرانسانی، پرواز، آسیب‌ناپذیری، ایجاد پرتوی گرمایی از چشمان، دید پرتو ایکس و حس شنوایی ابرانسانی بود. با این حال پس از متحمل شدن صدمات شدید به سبب جادو در روزهای اولیه «JLE» به‌طور قابل توجهی تضعیف گشت، و دیگر قادر به پرواز نبود و تمامی توانایی‌های بینایی و حواس برتر خود را از دست داد. اگرچه در نهایت توانایی خود برای پرواز را بازیافت. بر خلاف دیگر ساکنین سیارهٔ کریپتون، و به دلیل آنکه پاور گرل از جهان موازی آمده‌است، مادهٔ خیالی کریپتونایت هیچ تأثیری بر روی او ندارد، اما با این حال نسبت به سحر و جادو آسیب‌پذیر است.

## نگارخانه

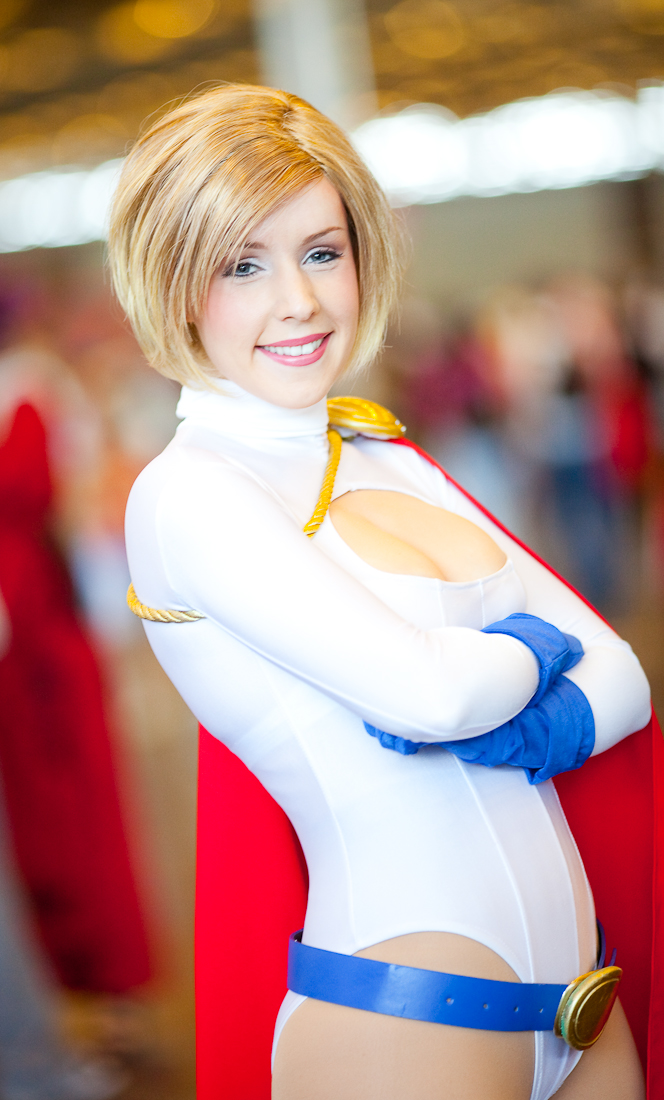
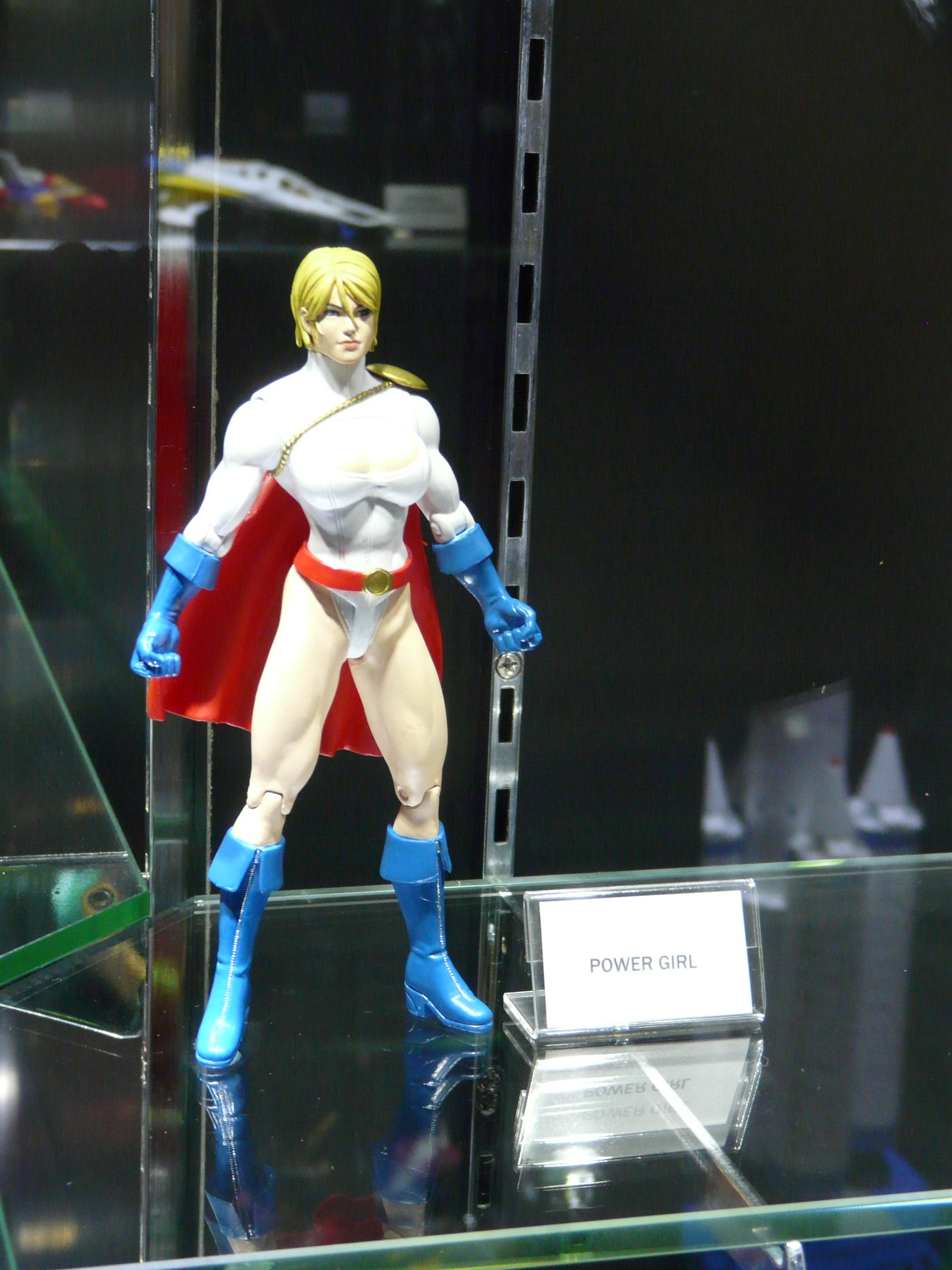
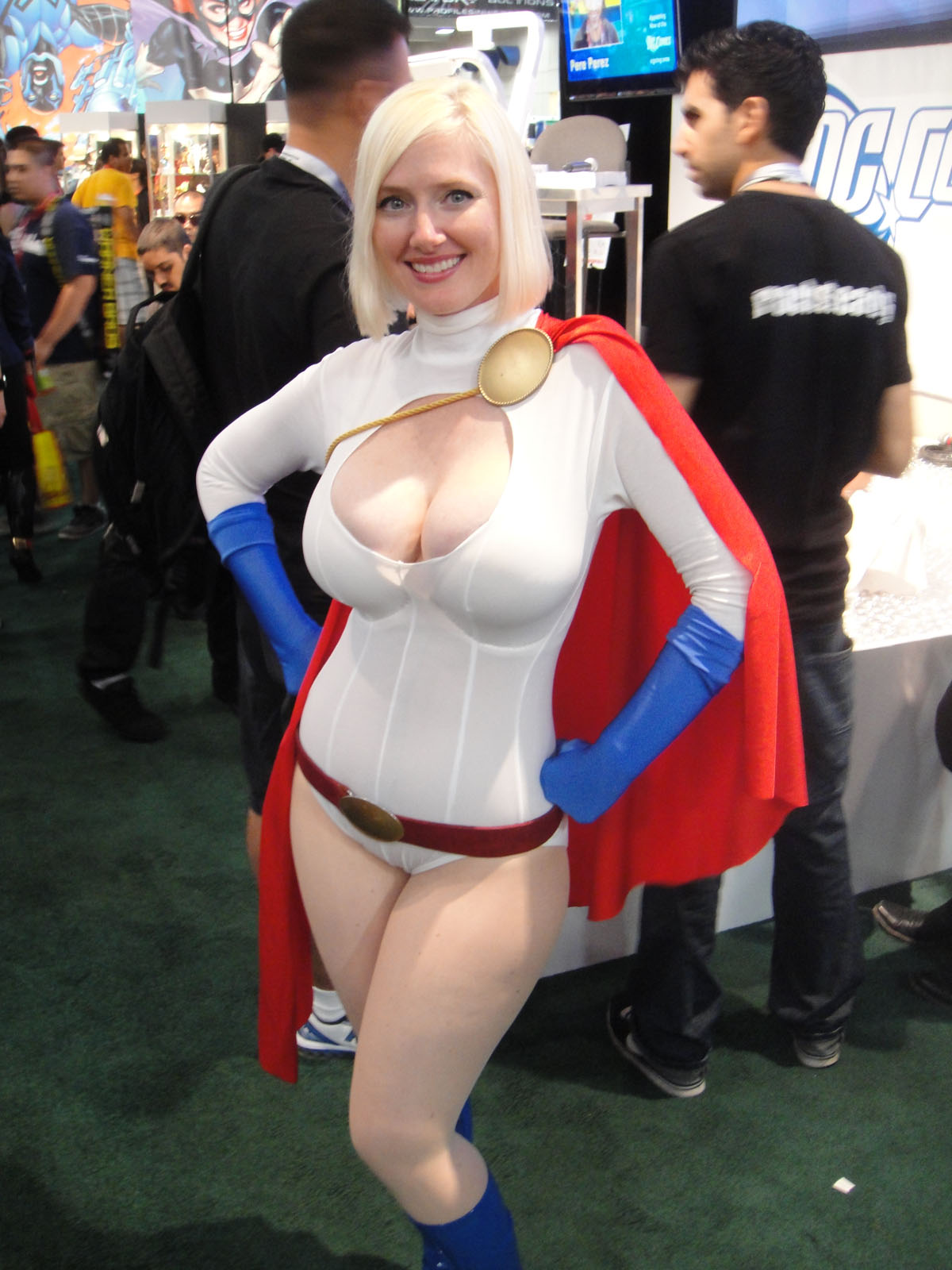